# 漫水湾镇
漫水湾镇，是中华人民共和国四川省凉山彝族自治州冕宁县下辖的一个乡镇级行政单位。2019年12月，撤销沙坝镇，所属行政区域划归漫水湾镇管辖。在该镇居住的彝族汉化较深，被称为“水田彝族”。

## 行政区划
漫水湾镇下辖以下地区：
西河村、松林村、杠河村、黄土坡村和沙耳村。